# Brabant zagrodowy
Brabant zagrodowy, brabant – rasa kur o masie ciała od 1,9 do 2,5 kg w przypadku kogutów oraz od 1,5 do 2,0 kg w przypadku kwok.